# Whitmorea grandiflora
Whitmorea grandiflora är en järneksväxtart som beskrevs av Herman Otto Sleumer. Whitmorea grandiflora ingår i släktet Whitmorea och familjen Stemonuraceae. Inga underarter finns listade i Catalogue of Life.